# Giacomo I di Monaco
Jacques François Léonor Goyon (Torigni-sur-Vire, 21 novembre 1689 – Parigi, 23 aprile 1751) fu conte di Torigni e, col nome di Giacomo I, principe di Monaco dal 1731 al 1733.

## Biografia

### Infanzia
Egli era figlio di Jacques III Goyon de Matignon, Conte di Torigni e di Charlotte Goyon.
Quella dei Goyon de Matignon era un'antica famiglia normanna; suo zio era il Maresciallo di Francia Charles Auguste Goyon de Matignon e suo cugino François de Franquetot, I duca di Coigny, fu anch'egli nominato a tale carica.

### Matrimonio

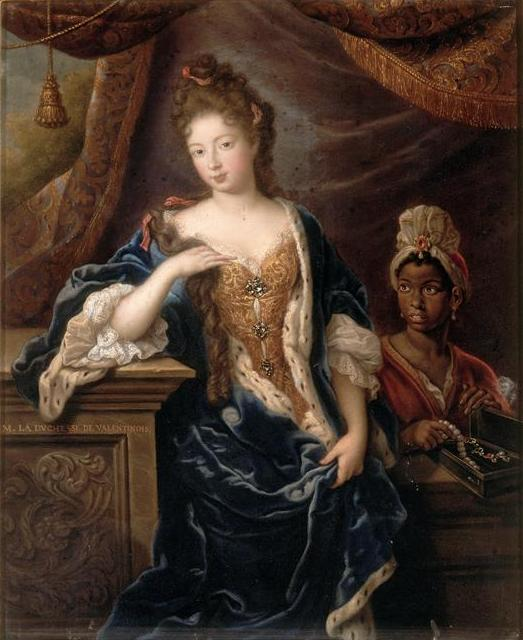
Ritratto della principessa Luisa Ippolita di Monaco
Pierre Gobert, Reggia di Versailles (1727)

Quando Antonio I di Monaco era in cerca di un marito per la figlia, l'erede al trono, la Principessa Luisa Ippolita, la famiglia lo propose come candidato. La prospettiva del Principato di Monaco da lui retto venne fortemente supportata dal re Luigi XIV di Francia, che era intenzionato a consolidare l'influenza francese su Monaco.
Giacomo e Luisa Ippolita si sposarono il 20 ottobre 1715 ed ebbero otto figli. Il matrimonio, a ogni modo, non fu molto felice: Giacomo preferiva maggiormente Versailles a Monaco, dove aveva molte amanti. Alla morte di Antonio I di Monaco, Luisa Ippolita salì sul trono di Monaco, ma morì alla fine dello stesso anno (1731) di vaiolo.

### Principe di Monaco

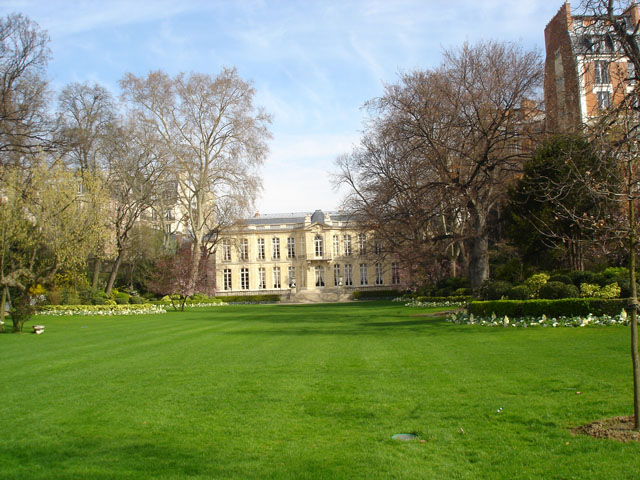
Il parco de l'hôtel de Matignon

Giacomo, poco portato per gli affari di stato, assunse il comando del Principato e durante il suo breve periodo di regno egli riuscì a far riconoscere dal re di Francia Luigi XV l'indipendenza del Principato di Monaco. Nel maggio 1732 abbandonò il Paese e nominò Chevalier de Grimaldi (figlio di Antonio I di Monaco) Governatore Generale di Monaco in sua vece, carica che questi mantenne per i cinquant'anni successivi. Nel 1733 Giacomo abdicò definitivamente in favore del figlio Onorato.

### Ultimi anni e morte
Questa abdicazione fu dovuta essenzialmente all'impopolarità acquisita da Giacomo I presso il popolo monegasco. Egli trascorse gli ultimi anni di vita alla Reggia di Versailles e a Parigi dove fece costruire una splendida residenza, detta Hôtel Matignon, attuale residenza del Primo ministro francese.

## Discendenza
Giacomo I e Luisa Ippolita di Monaco ebbero otto figli:
1. Antonio Carlo, marchese di Baux (16 dicembre 1717 – 24 febbraio 1718);
2. Carlotta Teresa Natalia (n. 19 marzo 1719), monaca nella Ordine della Visitazione di Santa Maria in Parigi, Mademoiselle de Monaco;
3. Onorato (1720 – 1795), divenne principe di Monaco nel 1733;
4. Carlo (1º gennaio 1722 – 14 agosto 1749) conte di Carladés;
5. Luisa Francesca (15 luglio 1724 – 15 settembre 1729), Mademoiselle des Baux;
6. Francesco Carlo, conte di Torigny (4 febbraio 1726 – 9 dicembre 1743);
7. Carlo Maurizio (14 maggio 1727 – 18 gennaio 1798), sposò il 10 novembre 1749 Maria Cristina de Rouvroy (maggio 1728 – 15 luglio 1774);
8. Luisa Francesca Teresa (20 luglio 1728 – 20 giugno 1743), Mademoiselle d'Estouteville.

## Ascendenza
|                                                   |                 |                                              | Genitori                                      |  |  | Nonni |  |  | Bisnonni                         |  |  | Trisnonni                        |  |
|                                                   |                 |                                              |                                               |  |  |       |  |  | Charles Goyon, conte di Matignon |  |  | Jacques Goyon, conte di Matignon |  |
|                                                   |                 |                                              |                                               |  |  |       |  |  | Charles Goyon, conte di Matignon |  |  | Jacques Goyon, conte di Matignon |  |
|                                                   |                 | Françoise de Daillon                         |                                               |  |  |       |  |  | Charles Goyon, conte di Matignon |  |  |                                  |  |
| François Goyon, conte di Matignon                 |                 |                                              |                                               |  |  |       |  |  | Charles Goyon, conte di Matignon |  |  |                                  |  |
|                                                   |                 | Éléonore d'Orléans-Longueville               | Léonor d'Orléans, duca di Longueville         |  |  |       |  |  |                                  |  |  |                                  |  |
|                                                   |                 | Éléonore d'Orléans-Longueville               | Léonor d'Orléans, duca di Longueville         |  |  |       |  |  |                                  |  |  |                                  |  |
|                                                   |                 | Éléonore d'Orléans-Longueville               | Marie de Bourbon, duchessa di Estouteville    |  |  |       |  |  |                                  |  |  |                                  |  |
| Jacques Goyon, conte di Matignon                  |                 | Éléonore d'Orléans-Longueville               |                                               |  |  |       |  |  |                                  |  |  |                                  |  |
|                                                   |                 | Charles II Claude Malon, signore di Bercy    | Charles I Malon                               |  |  |       |  |  |                                  |  |  |                                  |  |
|                                                   |                 | Charles II Claude Malon, signore di Bercy    | Charles I Malon                               |  |  |       |  |  |                                  |  |  |                                  |  |
|                                                   |                 | Charles II Claude Malon, signore di Bercy    | Marie Rousselin                               |  |  |       |  |  |                                  |  |  |                                  |  |
| Anne Malon de Bercy                               |                 | Charles II Claude Malon, signore di Bercy    |                                               |  |  |       |  |  |                                  |  |  |                                  |  |
|                                                   |                 | Catherine Habert de Montmort                 | Louis Habert de Montmort, signore di Montmort |  |  |       |  |  |                                  |  |  |                                  |  |
|                                                   |                 | Catherine Habert de Montmort                 | Louis Habert de Montmort, signore di Montmort |  |  |       |  |  |                                  |  |  |                                  |  |
|                                                   |                 | Catherine Habert de Montmort                 | Marie Rubentel                                |  |  |       |  |  |                                  |  |  |                                  |  |
| Giacomo I di Monaco                               |                 | Catherine Habert de Montmort                 |                                               |  |  |       |  |  |                                  |  |  |                                  |  |
|                                                   | François Goyon* | Charles Goyon*                               |                                               |  |  |       |  |  |                                  |  |  |                                  |  |
|                                                   | François Goyon* | Charles Goyon*                               |                                               |  |  |       |  |  |                                  |  |  |                                  |  |
|                                                   | François Goyon* | Eleonor d'Orléans*                           |                                               |  |  |       |  |  |                                  |  |  |                                  |  |
| Henri Goyon, conte di Torigni                     | François Goyon* |                                              |                                               |  |  |       |  |  |                                  |  |  |                                  |  |
|                                                   |                 | Anne Malon de Bercy *                        | Charles II Claude Malon, signore di Bercy *   |  |  |       |  |  |                                  |  |  |                                  |  |
|                                                   |                 | Anne Malon de Bercy *                        | Charles II Claude Malon, signore di Bercy *   |  |  |       |  |  |                                  |  |  |                                  |  |
|                                                   |                 | Anne Malon de Bercy *                        | Catherine Habert de Montmort *                |  |  |       |  |  |                                  |  |  |                                  |  |
| Charlotte Goyon, contessa di Torigni              |                 | Anne Malon de Bercy *                        |                                               |  |  |       |  |  |                                  |  |  |                                  |  |
|                                                   |                 | François Le Tellier, barone di La Luthumière | Antoine Le Tellier, signore di Yvetot         |  |  |       |  |  |                                  |  |  |                                  |  |
|                                                   |                 | François Le Tellier, barone di La Luthumière | Antoine Le Tellier, signore di Yvetot         |  |  |       |  |  |                                  |  |  |                                  |  |
|                                                   |                 | François Le Tellier, barone di La Luthumière | Marthe Basan, signora di Gatteville           |  |  |       |  |  |                                  |  |  |                                  |  |
| Marie Francoise Le Tellier, signora di Luthumière |                 | François Le Tellier, barone di La Luthumière |                                               |  |  |       |  |  |                                  |  |  |                                  |  |
|                                                   |                 | Charlotte Crespin du Bec                     | Georges Crespin du Bec, barone di Boury       |  |  |       |  |  |                                  |  |  |                                  |  |
|                                                   |                 | Charlotte Crespin du Bec                     | Georges Crespin du Bec, barone di Boury       |  |  |       |  |  |                                  |  |  |                                  |  |
|                                                   |                 | Charlotte Crespin du Bec                     | Marie Jubert                                  |  |  |       |  |  |                                  |  |  |                                  |  |
|                                                   |                 | Charlotte Crespin du Bec                     |                                               |  |  |       |  |  |                                  |  |  |                                  |  |